# Eparchia dell'Amur

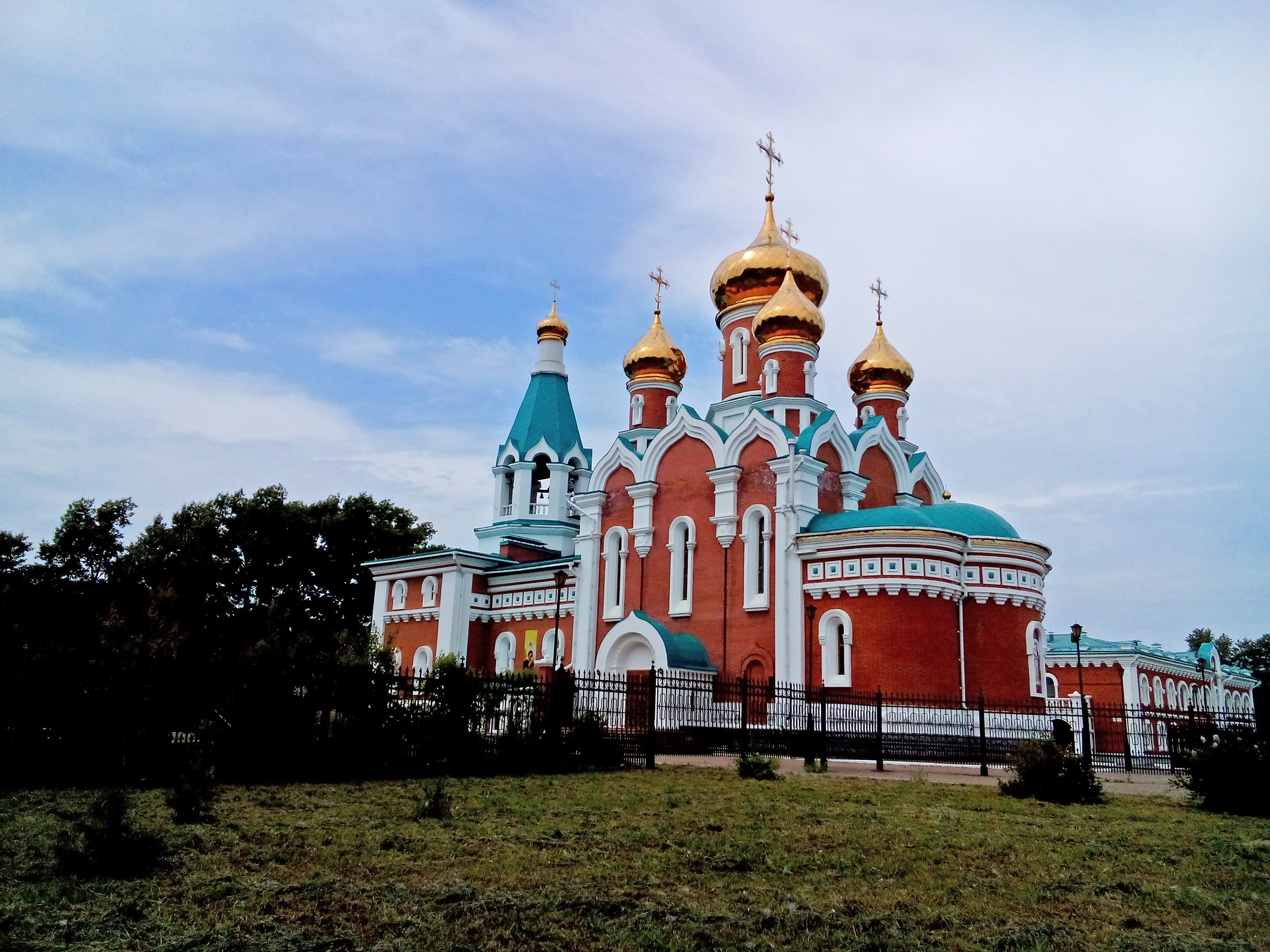
La cattedrale del Profeta Elia di Komsomol'sk-na-Amure.

L'eparchia dell'Amur (in russo Амурская епархия?) è una diocesi della Chiesa ortodossa russa, appartenente alla metropolia del Priamur'e.

## Territorio
L'eparchia comprende la città di Komsomol'sk-na-Amure e i rajon Verchnebureinskij, Komsomol'skij, Solnečnyj e imeni Poliny Osipenko nel territorio di Chabarovsk.
Sede eparchiale è la città di Komsomol'sk-na-Amure, dove si trova la cattedrale del Profeta Elia.
L'eparca ha il titolo ufficiale di «eparca dell'Amur e Čegdomyn».

## Storia
L'eparchia è stata eretta dal Santo Sinodo della Chiesa ortodossa russa il 5 ottobre 2011, ricavandone il territorio dall'eparchia di Chabarovsk, e il giorno dopo è entrata a far parte della metropolia del Priamur'e.
Il 21 ottobre 2016 ha ceduto una porzione del proprio territorio a vantaggio dell'erezione dell'eparchia di Vanino.